# Zemplén Győző
Zemplén Győző (Nagykanizsa, 1879. október 17. – Asiago közelében Dohrbellele- (Dorole-) hegy 1916. június 29.) fizikus, egyetemi tanár, az MTA levelező tagja, ütegparancsnok, tüzérfőhadnagy; Zemplén Géza bátyja.

## Életrajza

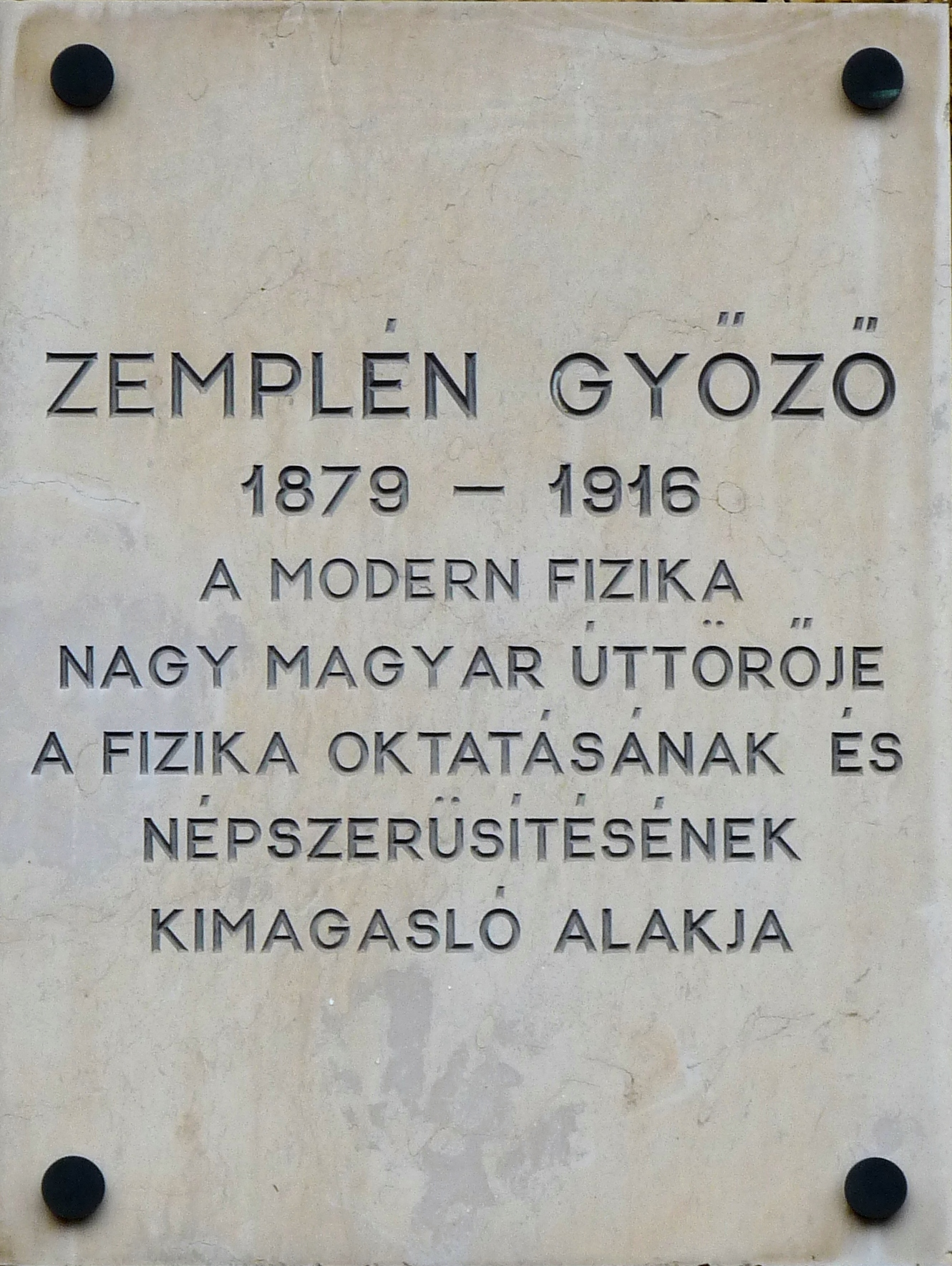
Zemplén Győző emléktáblája a Budapest III. kerületi Békásmegyeren

Danitskó János és Vittlin Janka fiaként született, vallása római katolikus volt. A család, a gyermek születése után Zemplén-re magyarosította nevét. Az édesapja, rövid ideig távírdai tiszt volt Nagykanizsán, s e foglalkozás együtt járt a család lakóhelyének gyakori változásával. Négyéves korában elköltöztek, ezért Győző az elemi és középiskoláit már Fiuméban végezte, ahol 1896-ban tett érettségit. Egyetemi tanulmányait 1896-1900 között a Budapesti Tudományegyetem Eötvös Kollégiumának hallgatójaként végezte. E közben két ízben nyert egyetemi pályadíjat. 1901. október 1-jén vártüzér-önkéntesnek vonult be, és szolgálati évében, 1902. január 29-én 'sub auspiciis regis' doktorrá avatták. Eötvös Loránd mellé került gyakornoknak, majd tanársegédnek. 1904-ben Göttingenbe ment tanulmányútra, később Párizsban végzett kutatást. 1905-ben elnyerte a Természettudományi Társulat Bugát-díját. 1905-től a budapesti Tudományegyetem, 1907-től pedig a Műegyetem a fizika magántanáraként működött, míg 1912. május 25-én a József-műegyetem elméleti fizikai tanszékére rendes tanárnak neveztetett ki. Időközben felkérték a tiszthelyettesek oktatójának is. 1905. március 25-én Budapesten, a Ferencvárosban feleségül vette az evangélikus vallású Mauritz Vilmát, Mauritz Rezső és Heinrich Amália lányát. 1908. április 30-án a Magyar Tudományos Akadémia levelező tagjának választotta, és 1911-ben a gázok belső súrlódásáról szóló munkáját a Rózsay-díjjal jutalmazta. A Királyi Magyar Természettudomány-Társulatnak 1908-1914-ben másodtitkára, a Felső Oktatási Egyesület titkára, az Uránia magyar tud. egyesület jegyzője, a Mathematikai és Physikai Társulat titkára, továbbá a Magyar Philosophiai Társaság választmányi, a Magyar Electrotechnikai egyesület, a Deutsche physik. Gesellschaft és a párisi Société Française de Physique rendes tagja. Munkatársa volt az Encyklopädie der mathem. Wissenschaften nemzetközi vállalatnak és a «Tables annuelles des constantes» nemzetközi szerkesztő bizottságának magyarországi tagja.
Az első világháborúban esett el, az olasz fronton, az asiagói csatában. Temetése másnap, ugyanitt a csatatéren, az Asiago településhez tartozó Mount Dohrbellele fennsíkon 1916. június 30-án történt.
A volt 6-os vártüzérezred budapesti emlékművének 1935. évi felavatásakor Alapy Gáspár akkori tartalékos főhadnagy, Komárom város polgármestere így emlékezett meg róla: "Hősi halált halt bajtársaim közül magam előtt látom a magyar tudományos világ egyik kiváló díszének és büszkeségének: dr. Zemplén Győzőnek, a budapesti József műegyetem egyik kiváló tanárának daliás alakját, aki a világháború első napjaiban az én menetszázadomba volt beosztva, s aki - utóbb - a déli harctéren halt hősi halált. Hálás kegyelettel az ő és többi megdicsőült bajtársunk emlékezetének. Könnyes szemmel és fájó szívvel gondolok reájuk, de szent meggyőződésem, hogy «az nem lehet, hogy annyi szív hiába onta vért»."
Szülővárosában tiszteletére rendszeresen tartanak 1970-től emléknapokat és fizikaversenyt; a mai Batthyány Lajos (korábban Landler Jenő) Gimnázium udvarán szobor, átalakított szülőházán tábla őrzi emlékét.
Nevét hidrodinamikai tétel, valamint egy katonai hangbemérő módszer viseli.

## Gyermekei
Zemplén Zoltán György (1905– 1973) ciszterci szerzetes, Zemplén Béla (1906– 1974) orvos, Zemplén Piroska (1908–1983) bölcsész, Zemplén Elemér (1909–1995) jogász és Zemplén Jolán (1911–1974) fizikatörténész.

## Munkássága
Már egyetemistaként önálló kutatómunkát végzett a gázelmélet problémakörében. 1898-ban a gázok belső súrlódásáról írt dolgozatával Pasquich-díjat, a kutatás továbbfolytatásáért 1901-ben Than-díjat nyert. További kutatásaiban a relativitáselmélettel és a radioaktivitással foglalkozott.
A matematikai tudományok enciklopédiája című műben ő írta a nem hagyományos mozgásokról szóló fejezetet.
Lefordította Pierre Curie és Marie Curie Radioaktív anyagokra vonatkozó vizsgálatok (Budapest, 1906) című művét.

## Főbb művei
- Próbamérések a gázak belső súrlódásának új kísérleti módszerrel való megvizsgálásához, (Budapest 1901)
- A testek radioaktív viselkedéséről, (Budapest 1905)
- Az elektromosság és gyakorlati alkalmazása (Budapest, 1910, Természettudományi Könyvkiadó Vállalat)
- A tér és idő fogalma a relativitás elvének megvilágításában, (Budapest 1914)